# 陈跃玲
陈跃玲（1968年4月1日—）是中国辽宁省铁岭市人，著名女子竞走运动员，首位夺得奥运会田径金牌的中国人。
陈1985年进入辽宁省田径队，师从著名教练王魁，次年入选国家田径队。1987年打破女子10公里竞走世界纪录。1992年，女子10公里竞走被首次列入奥运会比赛项目，陈跃玲勇夺金牌，实现了中国在田径项目上的历史突破。
1993年，陈跃玲宣布退役，后赴美国杨百翰大学留学，定居美国圣迭戈至今。

## 外部連結
- 陈跃玲在的頁面
- 中国奥委会官方网站介绍